# Басси, Маттео
Маттео Басси (Маттео Серафини да Башио) (итал. Mateo de Bascio; 1485, Пеннабилли, герцогство Урбино — 1552, Венеция) — религиозный деятель, основатель и первый генерал-настоятель нищенствующего монашеского ордена капуцинов, Генеральный викарий.

## Биография
В 1511 году вступил в Орден францисканцев, но искал более строгой монашеской жизни. Первоначально Басси не ставил перед собой целью создание нового ордена, он хотел распространить свои реформы на всех обсервантов, однако столкнулся с сопротивлением значительной части ордена, включая руководство. В 1525 году создал новую ветвь ордена францисканцев, названную им Орденом Братьев Младших Капуцинов. Маттео и его первые соратники были вынуждены скрываться от церковных властей, которые пытались арестовать их за то, что они оставили свои религиозные обязанности, пока папа римский Климент VII не утвердил в 1528 году их орден. В июле 1528 г. папа выпустил буллу «Religionis zelus», согласно которой новая реформа была канонически одобрена и помещена под номинальную юрисдикцию Францисканцев-конвентуалов. Название «капуцин», первоначально насмешливое прозвище, относившееся к остроконечному капюшону (итал. cappuccio), носимому членами этого ордена, сначала данное народом новым монахам-францисканцам, впоследствии было принято официально.
Первые уставы капуцинов были одобрены папой Павлом V в 1619 году. Они предполагали максимально строгие правила, приближенные к идеалам святого Франциска, простоту, бедность и, следовательно, запрет на владение какой-либо собственностью.
Занимался апостольской и миссионерской деятельностью, руководил францисканской высшей школой. Проповедовал по всей Италии и частично в Германии.